# Аввакум Петрович

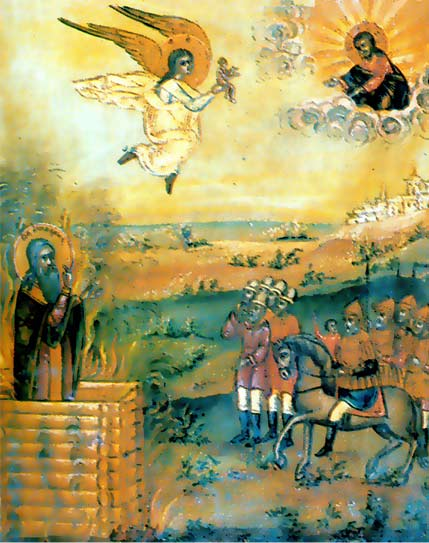
Смерть Аввакума на сучасній старообрядницькій іконі

Аввакум Петрович (1620 чи 1621 — 24 квітня 1682) — московсько-царський православний священик, протопоп (протоієрей), ідеолог старообрядців, противник літургійних реформ Никона. Страчений через спалення за наказом царя Федора III Олексійовича.

## Життєпис
Син сільського священика, Аввакум у 23 роки став священиком у селі Лопатиці Нижньогородського повіту. На думку Льва Толстого й Дмитра Лихачова, Аввакум був мордвином.
У 1646—1647 роках, під час перебування в Москві, був пов'язаний з «Гурток благочестя», і про нього довідався цар Олексій Михайлович. У 1652 році був призначений протопопом у місті Юр'ївці Поволзькому. Незабаром повернувся до Москви і став священиком Казанського собору.
Аввакум різко виступив проти церковної реформи патріарха Никона, за що в 1653 році був засланий до Тобольська, а потім в Даурію (Забайкалля). У 1663 році цар, який прагнув примирити Аввакума з офіційною церквою, викликав його до Москви. Але Аввакум не відмовився від своїх поглядів, продовжував затяту боротьбу з церковними нововведеннями. У зверненні до царя він звинуватив Никона в єресі. Натхненні виступи проти Никона привернули до Аввакума численних прихильників, серед яких були й знатні бояри (бояриня Морозова та інші).
У 1664 р. Аввакума було заслано на північ в Мезень. У 1666 році його викликали до Москви і на церковному соборі розстригли, піддали анафемі і в 1667 зіслали в Пустозерський острог. Під час 15-річного перебування в сирому земляному зрубі в Пустозерську Аввакум не припиняв своєї боротьби. Саме тут він написав свої головні твори — «Книгу бесід», «Книгу тлумачень», «Житіє (між 1672 та 1675)» та інші. Популярність Аввакума була настільки значною, що його твори поширювала навіть тюремна варта. За царським наказом 14 квітня 1682 року разом із найближчими сподвижниками Аввакума було заживо спалено у зрубі.

## Погляди

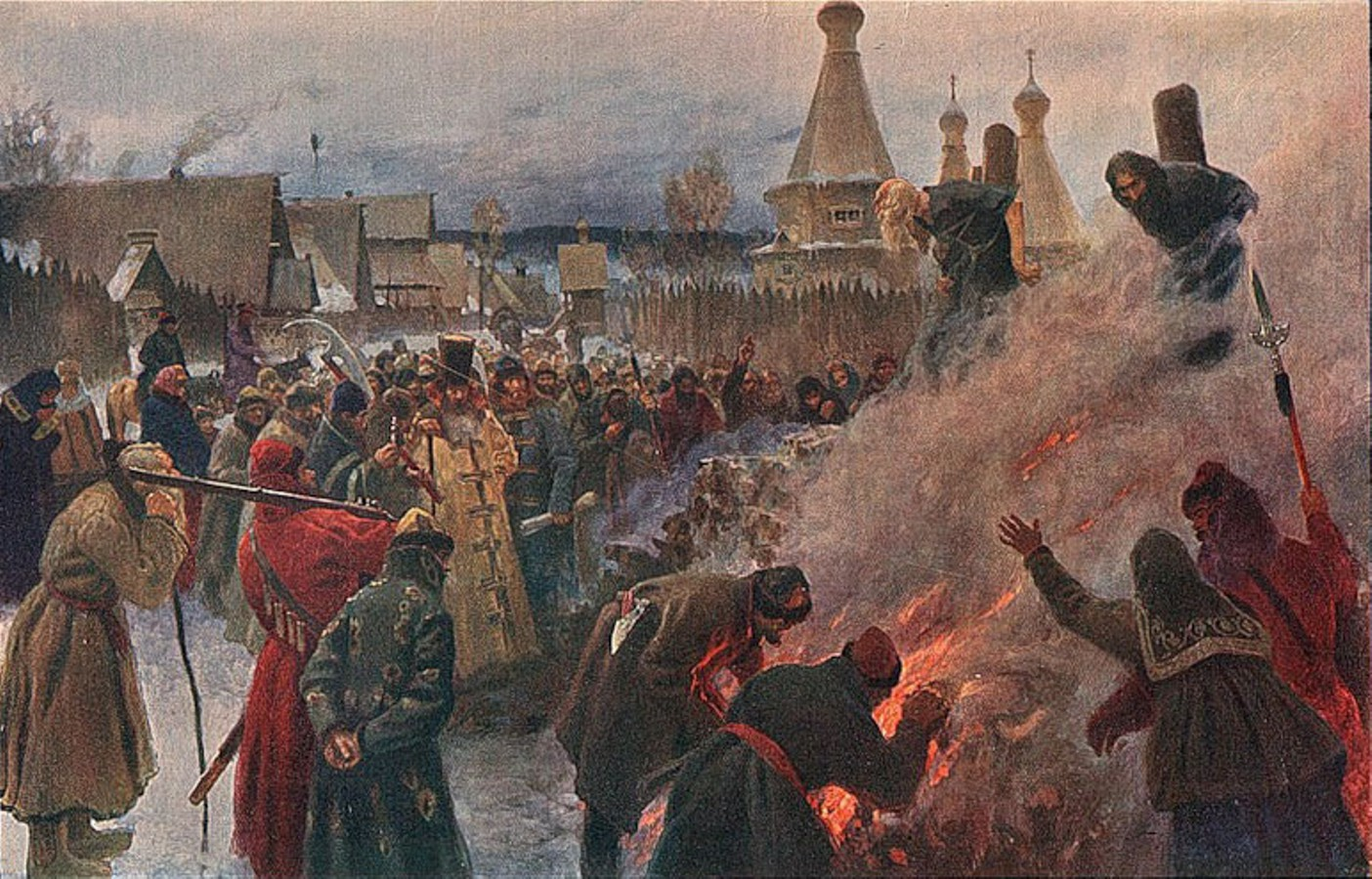
«Спалення протопопа Аввакума за наказом царя в Пустозерську», 1897 р.
Мясоєдов Петро Євгенович

Відстоюючи давню віру, Аввакум у своїх творах гостро критикував і викривав гріхи представників офіційної церкви, жорстокість, із якою вони проводили реформу церковних обрядів. У боротьбі з прихильниками Никона Аввакум викривав царську владу, самого царя, його слуг (воєвод та інших). Будучи в 1656–1657 роках на засланні в Даурії, Аввакум писав, що «вєздє в начальних людех, во всєх чінех нєт нікакіє правди», і пробував підняти служилих людей проти воєводи А. Ф. Пашкова.
Загалом погляди Аввакума були консервативними. Для нього був характерний фанатизм: у листах він рекомендує щоденно молитися триста земних та сімсот поясних поклонів.
Аввакум був видатним письменником свого часу. Його «Житіє» є однією з найвидатніших пам'яток давньої російської літератури. Використовуючи традиційний жанр житія, Аввакум насправді порушував його канонічні форми, перетворюючи свій твір на автобіографічну повість.
Аввакум шанується в більшості старообрядницьких церков і громад як священномученик і сповідник. 1991 року Аввакуму встановлено пам'ятник у селі Григорово Нижньогородської області.